# کلبه گرد آتلانتیک

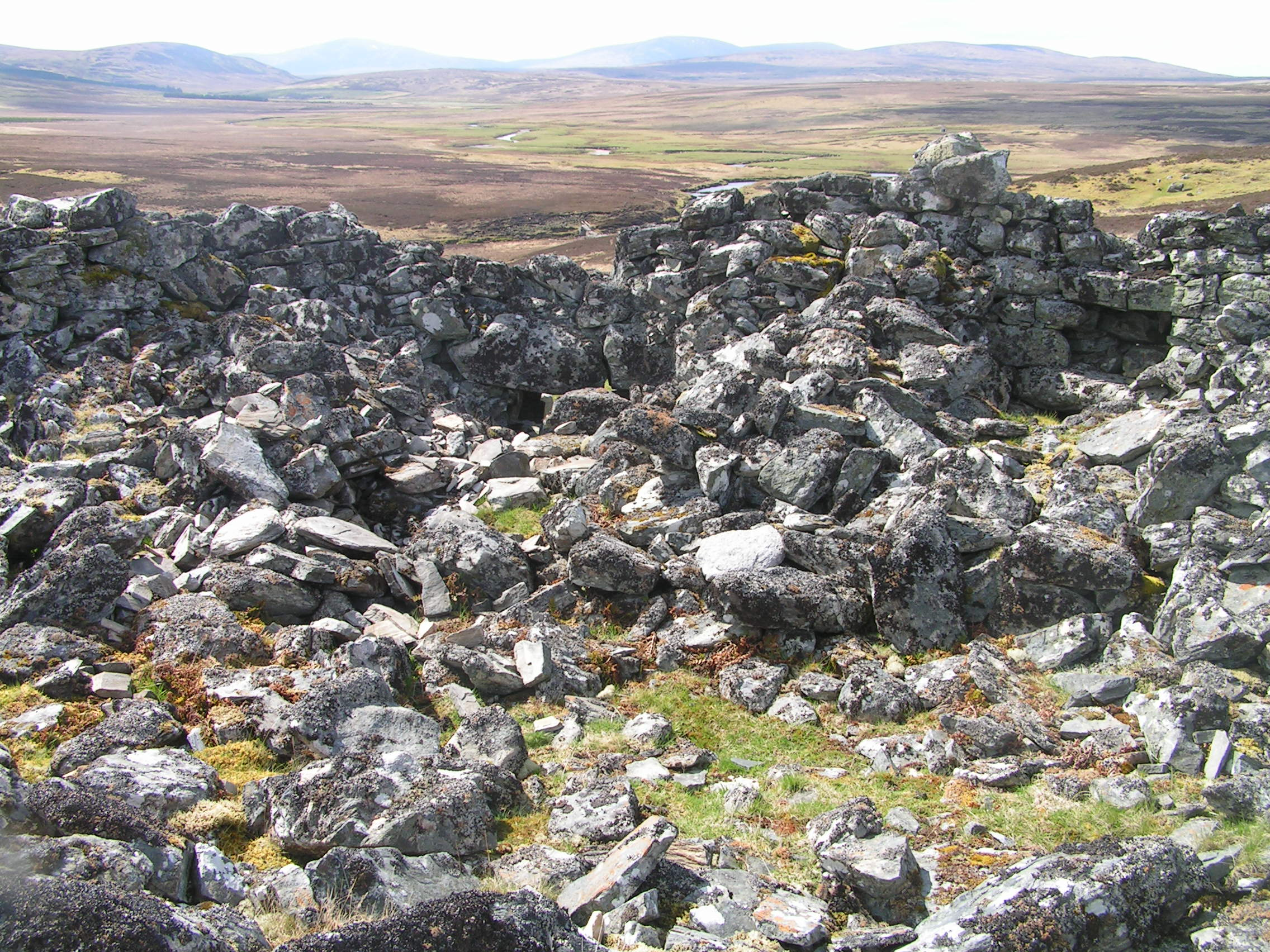
دید درونی از بقایای کلبهٔ گرد آتلانتیک در اسکاتلند

در باستان‌شناسی، کلبهٔ گرد کرانهٔ اقیانوس اطلس (انگلیسی: Atlantic roundhouse) ساختمانی سنگی و خشکه‌چین است متعلق به عصر آهن که در شمال و غرب جزیرهٔ اصلی اسکاتلند، جزایر شمالی، و هبریدها یافت می‌شود.